# Alfred Blunt

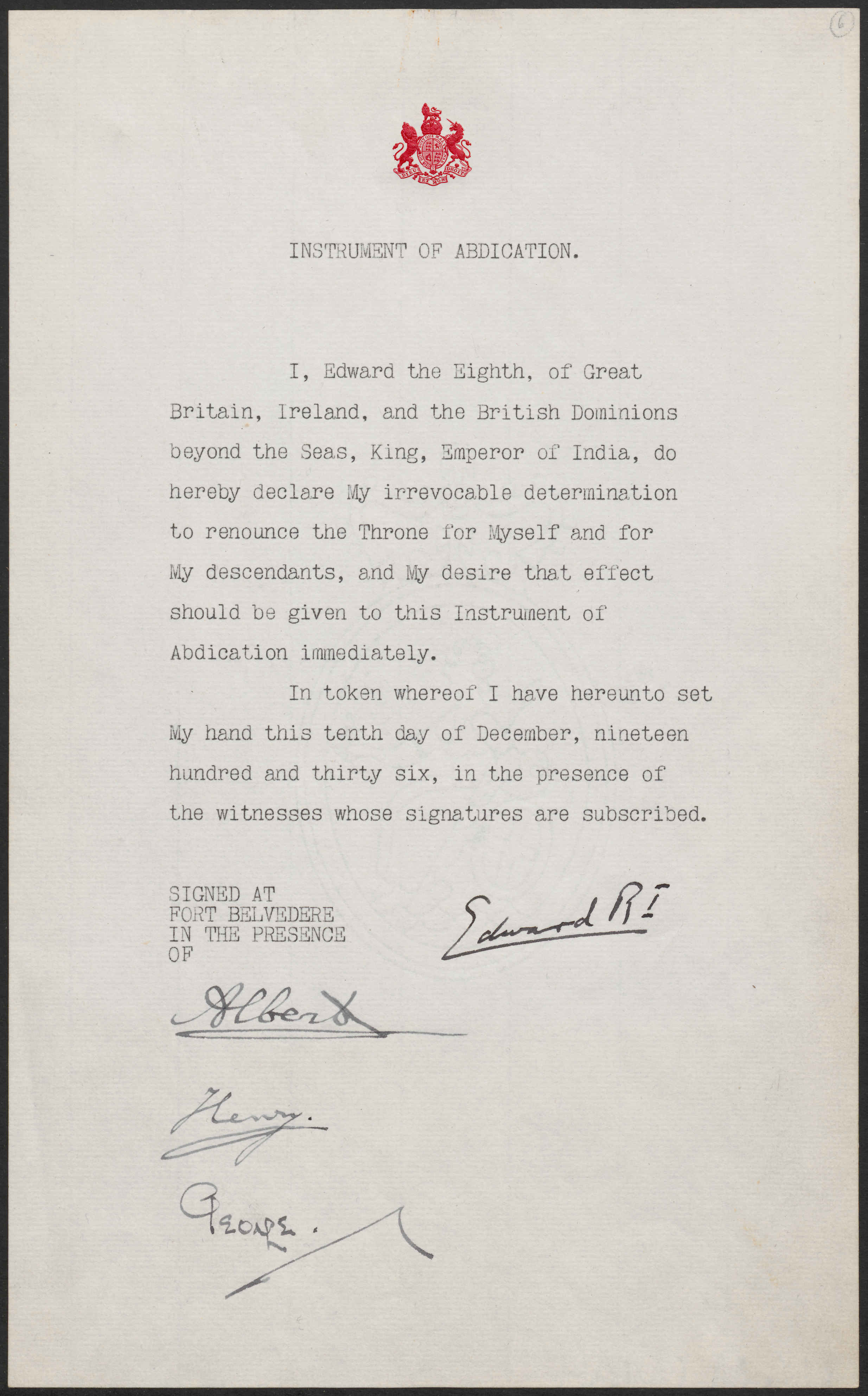
De troonsafstand van Eduard VIII

Alfred Blunt (Saint-Malo (Frankrijk), 24 september 1879 – York, 2 juni 1957) was een Anglicaanse geestelijke. Hij was tussen 1931 en 1951 bisschop van Bradford. 

## Loopbaan
Zijn grote bekendheid dankt hij aan een speech die hij op 1 december 1936 hield en die een grote rol speelde in de constitutionele crisis rond de Engelse koning Eduard VIII. Op het moment van de toespraak was de verhouding van Eduard met de Amerikaanse Wallis Simpson nog niet algemeen bekend. De bisschop besprak in tamelijk algemene termen de naderende kroning van Eduard VIII en zei:
"On this occasion the King holds an avowedly representative position. His personal views and opinions are his own, and as an individual he has the right of us all to be the keeper of his own private conscience. But in his public capacity at his Coronation, he stands for the English people's idea of kingship. It has for long centuries been, and I hope still is, an essential part of that idea that the King needs the grace of God for his office. In the Coronation ceremony the nation definitely acknowledges that need. Whatever it may mean, much or little, to the individual who is crowned, to the people as a whole it means their dedication of the English monarchy to the care of God, in whose rule and governance are the hearts of kings.
"Thus, in the second place, not only as important as but far more important that the King's personal feelings are to his Coronation, is the feeling with which we - the people of England - view it. Our part of the ceremony is to fill it with reality, by the sincerity of our belief in the power of God to over-rule for good our national history, and by the sincerity with which we commend the King and nation to his Providence.
"Are we going to be merely spectators or listeners-in as at any other interesting function, with a sort of passive curiosity? Or are we in some sense going to consecrate ourselves to the service of God and the welfare of mankind?"
En hij besloot deze passage met:
"First, on the faith, prayer, and self-dedication of the King himself; and on that it would be improper for me to say anything except to commend him to God's grace, which he will so abundantly need, as we all need it - for the King is a man like ourselves - if he is to do his duty faithfully. We hope that he is aware of his need. Some of us wish that he gave more positive signs of such awareness."
De pers - aanwezig bij het congres waar Blunt zijn toespraak hield - nam notitie van zijn rede en publiceerde zijn mening de volgende dag. Dit bracht de onderhandelingen tussen de regering van Stanley Baldwin en de koning over het verlangen van de koning te trouwen met Mrs. Simpson, in een stroomversnelling. Acht dagen later tekende Eduard VIII het zogenaamde Instrument of Abdication.
Later verklaarde bisschop Blunt dat hij - op het moment van de toespraak - zelf nog helemaal niet gehoord had van de relatie tussen de koning en mrs. Simpson. Hij had in zijn rede slechts verwezen naar het zeer onregelmatige kerkbezoek van de monarch.
- Catàleg d'autoritats de noms i títols de Catalunya: 981058617844906706
- Gemeinsame Normdatei: 101966342
- International Standard Name Identifier: 0000 0001 1595 3355
- Library of Congress Control Number: n85127086
- Nationale Bibliotheek van Tsjechië: uk20231177200
- Nationale Bibliotheek van Israël: 987007258980205171
- Nederlandse Thesaurus van Auteursnamen: 075180065
- Système universitaire de documentation: 111035678
- Trove: 1092450
- Virtual International Authority File: 11279630
- WorldCat: E39PBJvt4RGfJ498QvMJ7CKrv3